# Talapady
Talapady là một thị trấn thuộc huyện Dakshina Kannada, bang Karnataka, Ấn Độ.